# 奧克利鎮區 (堪薩斯州洛根縣)
奧克利鎮區（英語：Oakley Township）為美國堪薩斯州洛根縣轄下的鎮區。2010年美国人口普查中此鎮區人口有2,185人。

## 地理
奧克利鎮區涵蓋總面積為278.1平方（107.37平方英里），其中陸地面積為278.1平方（107.37平方英里），水域面積為0平方（0.00平方英里）或0.00%。

## 人口統計
根據2010年美國人口普查，奧克利鎮區人口有2,185人，其中男性有1,067人，女性有1,118人，人口密度為每平方公里7.86人，住房計1,096戶。鎮區內的白人有2,109人，非裔美國人有10人，美洲原住民有12人，亞裔美國人有9人，太平洋島裔美國人有0人，其他種族有14人，混血種族則有31人。此外鎮區內有57人為西班牙裔或拉丁裔美國人。此鎮區之年齡中位數為44.9歲，而男性年齡中位數為42.9歲，女性年齡中位數為47.1歲。

## 交通

### 主要公路
- 70號州際公路
- 40號美國國道
- 83號美國國道